# Apocephalus angusticauda
Apocephalus angusticauda är en tvåvingeart som beskrevs av Brown 1997. Apocephalus angusticauda ingår i släktet Apocephalus och familjen puckelflugor. Inga underarter finns listade i Catalogue of Life.